# Hjarðardalstindur
Hjarðardalstindur är ett berg på ön Eysturoy i Färöarna. Berget har en högsta topp på 699 meter.